# Austrálie na Letních olympijských hrách 1936
Austrálii na Letních olympijských hrách v roce 1936 v německém Berlíně reprezentovalo 32 sportovců v 7 sportech. Ve výpravě bylo 28 mužů a 4 žen.

## Medailisté
| Medaile | Jméno         | Sport    | Soutěž        |
| ------- | ------------- | -------- | ------------- |
| Bronz   | Jack Metcalfe | Atletika | Muži trojskok |